# كين ودوارد
كين ودوارد (بالإنجليزية: Ken Woodward)‏ هو لاعب كرة قدم بريطاني في مركز الوسط، ولد في 16 أكتوبر 1947 في باترسي في المملكة المتحدة. لعب مع نادي ليتون أورينت.